# Nu Scorpii
Nu Scorpii (v Scorpii, abreviado Nu Sco, v Sco) é um sistema estelar múltiplo localizado na constelação de Scorpius. É muito provável que seja um sistema estelar composto de sete estrelas, circulando um centro comum. Constituído por dois grupos próximos (designados Nu Scorpii AB e CD) separados por 41 segundos de arco. Com base em medições de paralaxe, fica a aproximadamente 470 anos-luz do Sol.
O componente Nu Scorpii Aa é formalmente nomeado Jabbah /ˈdʒæbə/.

## Localização

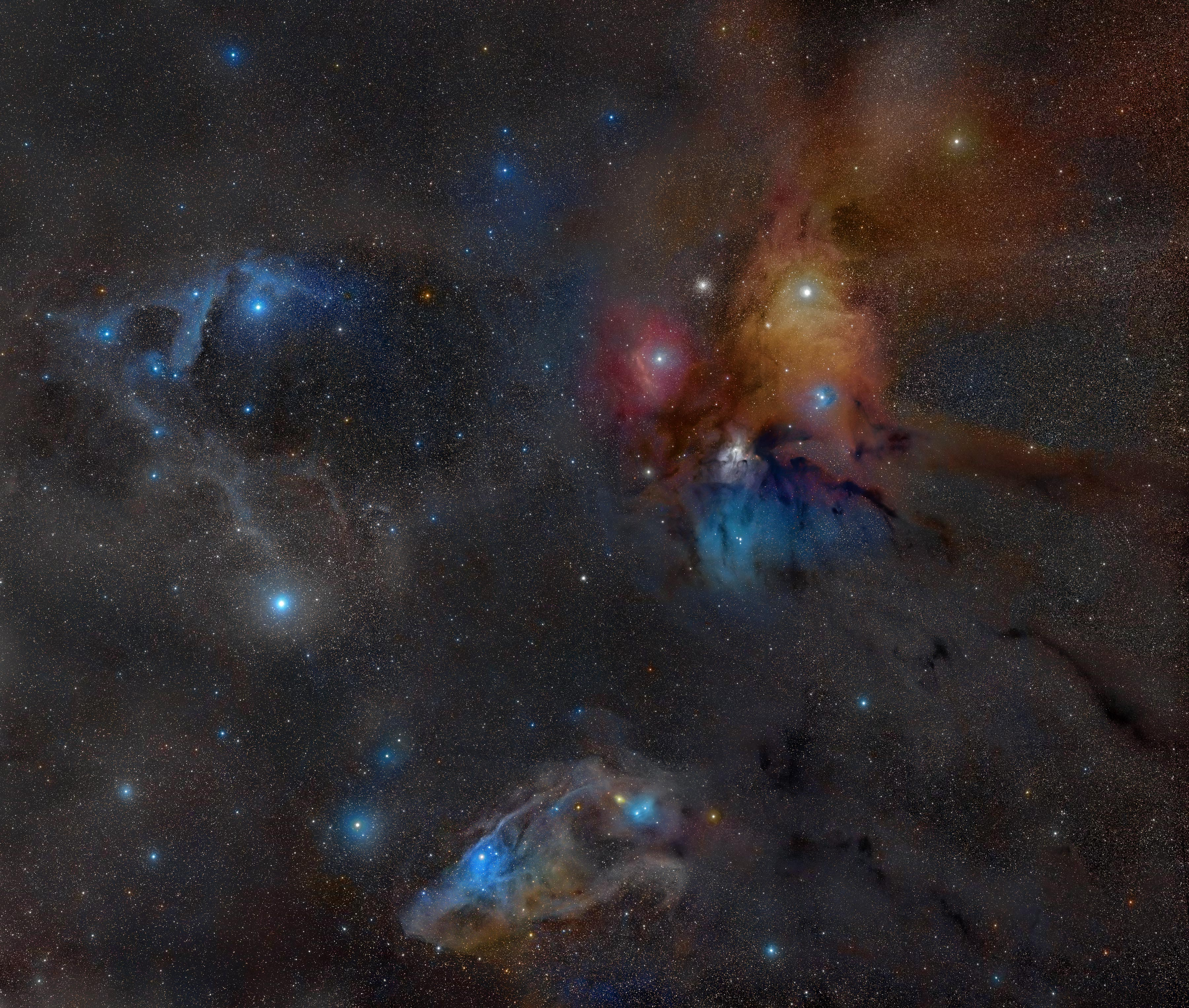
A região de Ophiuchi. ν está embutido na nebulosa Cabeça de Cavalo Azul perto da parte inferior do quadro (o norte está baixo).

Nu Scorpii é o sistema que causa a nebulosa de reflexão catalogada como IC 4592 e conhecida como nebulosa Cabeça do Cavalo Azul. As nebulosas de reflexão são na verdade compostas de poeira muito fina que normalmente parece escura, mas pode parecer bastante azul ao refletir a luz de estrelas energéticas próximas.
Por estar próximo à eclíptica, Nu Scorpii pode ser ocultado pela Lua e, muito raramente, por planetas. Mercúrio o ocultou em 14 Dezembro de 1821, mas não o ocultará novamente até 2 de dezembro de 2031. A última ocultação de Vênus ocorreu em 27 de dezembro de 1852 e a próxima em 30 de dezembro de 2095. Em 29 de julho de 1808, houve uma ocultação por Netuno.[carece de fontes?]

## Nomenclatura
v Scorpii (em latim para Nu Scorpii ) é a designação de Bayer do sistema. As designações de seus dois grupos constituídos por Nu Scorpii AB e CD ; do componente Nu Scorpii Aa e de outros componentes com a mesma letra, derivam da convenção usada pelo Washington Multiplicity Catalog (WMC) para vários sistemas estelares e adotada pela International Astronomical Union (IAU).
Nu Scorpii tinha o nome tradicional Jabbah, possivelmente do árabe Iklīl al Jabhah (إكليل الجبهة 'a coroa da testa'). Em 2016, a IAU organizou um Grupo de Trabalho sobre Nomes de Estrelas (WGSN)  para catalogar e padronizar nomes próprios para estrelas. O WGSN decidiu atribuir nomes próprios a estrelas individuais, em vez de sistemas múltiplos inteiros.  Ele aprovou o nome Jabbah para o componente Nu Scorpii Aa em 30 de junho de 2017 e agora está incluído na lista de nomes de estrelas aprovados pela IAU.
Na astronomia chinesa, Nu Scorpii é chamado de 鍵 閉, Pinyin : Jiànbì, que significa maçaneta de porta, porque está se marcando e ficando sozinha no asterismo da maçaneta da porta, mansão da sala (consulte   : Constelações chinesas ).  鍵 閉 (Jiànbì), ocidentalizado em Keen Pi, mas esse nome (que significa "as duas partes de uma fechadura") foi atribuído ao par Lambda Scorpii (Shaula) e Upsilon Scorpii (Lesath) por RH Allen.

## Multiplicidade
Nu Scorpii é um sistema estelar de séptuplos. É um dos dois únicos sistemas conhecidos, o outro sendo o AR Cassiopeiae . Os sistemas estelares de maior multiplicidade são incomuns porque são menos estáveis do que seus equivalentes mais simples e geralmente se decompõem em sistemas menores. 
O Nu Scorpii é dividido em dois grupos, Nu Scorpii AB e Nu Scorpii CD. O CD Nu Scorpii está localizado a 41 segundos de arco de Nu Scorpii A e também é conhecido como HR 6026.[carece de fontes?]

### Nu Scorpii A
Nu Scorpii A é o membro mais brilhante do sistema. Tem uma magnitude aparente de 4,35, o que significa que pode ser visto a olho nu. No entanto, Nu Scorpii AB e CD não podem ser resolvidos a olho nu, mas podem ser resolvidos usando um telescópio.  
Nu Scorpii A é em si um sistema estelar triplo . O principal componente do Nu Scorpii A é conhecido como Nu Scorpii Aab, e é um binário espectroscópico de linha única. Seus componentes não podem ser resolvidos, mas os movimentos das estrelas causam mudanças periódicas no Doppler em seus espectros . "Linha simples" significa que a luz de apenas uma das estrelas pode ser detectada. O par tem um período orbital de 5,5521 dias e uma excentricidade de 0,11 e uma separação estimada de cerca de 1,057 miliarsegundos.  O componente mais brilhante, Nu Scorpii Aa, tem um tipo espectral de B3V, implicando uma estrela de sequência principal do tipo B. Pensa-se que o componente mais fraco, Nu Scorpii Ab, tenha uma magnitude aparente de 6,90.
O Nu Scorpii Ac é o terceiro componente do subsistema Nu Scorpii A. 63 miliaregundos de segundo, tem uma magnitude aparente de 6,62.

### Nu Scorpii B
O Nu Scorpii B faz parte do subsistema Nu Scorpii AB e orbita o Nu Scorpii A. Tem uma magnitude aparente de 5,40, mas seu tipo espectral é desconhecido. Nu Scorpii A e B são separados por 1,305 segundos de arco; isso se traduz em um período orbital de mais de 452 anos ; portanto, nenhum movimento orbital foi detectado 

### Nu Scorpii CD
O Nu Scorpii CD também é um sistema de estrelas triplas. O componente principal do sistema, Nu Scorpii C, é um gigante tardio do tipo B com um tipo espectral de B9III. Com uma magnitude aparente de 6,90, supera seu companheiro mais fraco, Nu Scorpii D, que possui apenas uma magnitude aparente de 7,39. Os dois são separados por cerca de 2 segundos de arco.
Nu Scorpii D, com uma magnitude aparente de 7,39, é o componente mais fraco do sistema Nu Scorpii. É parte de uma classe de estrelas quimicamente peculiares conhecidas como estrelas Ap / Bp ; em particular, possui fortes linhas de emissão de silício . Provavelmente também é outro binário espectroscópico: Nu Scorpii Da é outra estrela do tipo B9III, semelhante a Nu Scorpii C, mas muito pouco se sabe sobre Nu Scorpii Db.